# Alforja
Alforja es un municipio y localidad española de la provincia de Tarragona, en Cataluña. Perteneciente a la comarca del Bajo Campo, tiene una población de 1799 habitantes (INE 2017) y está situado al pie de una zona montañosa. 

### Etimología
El topónimo Alforja puede proceder seguramente de origen morisco (del árabe Alfurg o al-hurga "apertura" o "separación", cuello o puerto de montaña), debido a su situación en el puerto de montaña que une Reus y el Campo de Tarragona con el Priorato y las montañas de Prades), distante de 3 km en línea recta.

## Historia

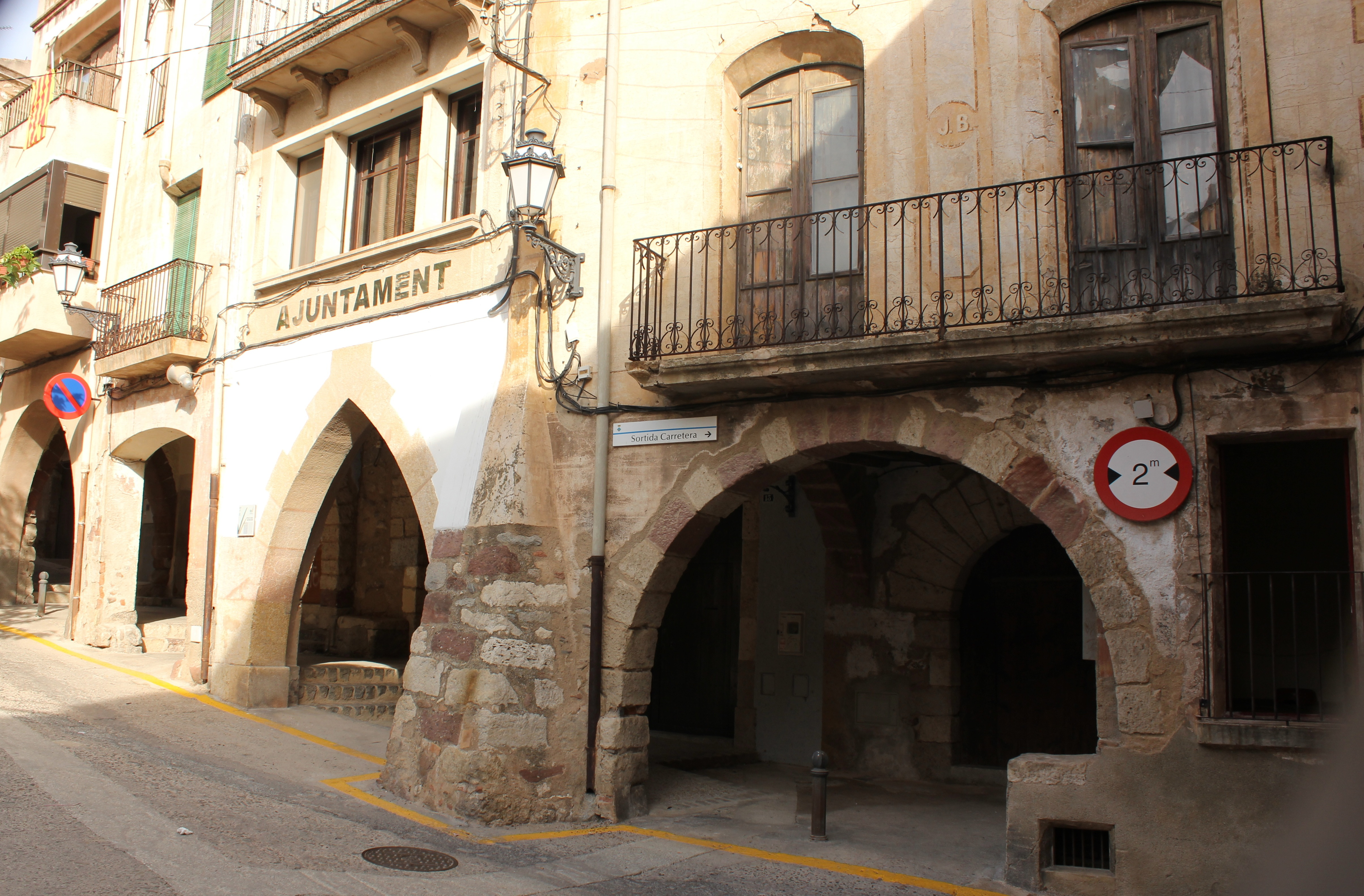
Plaza porticada

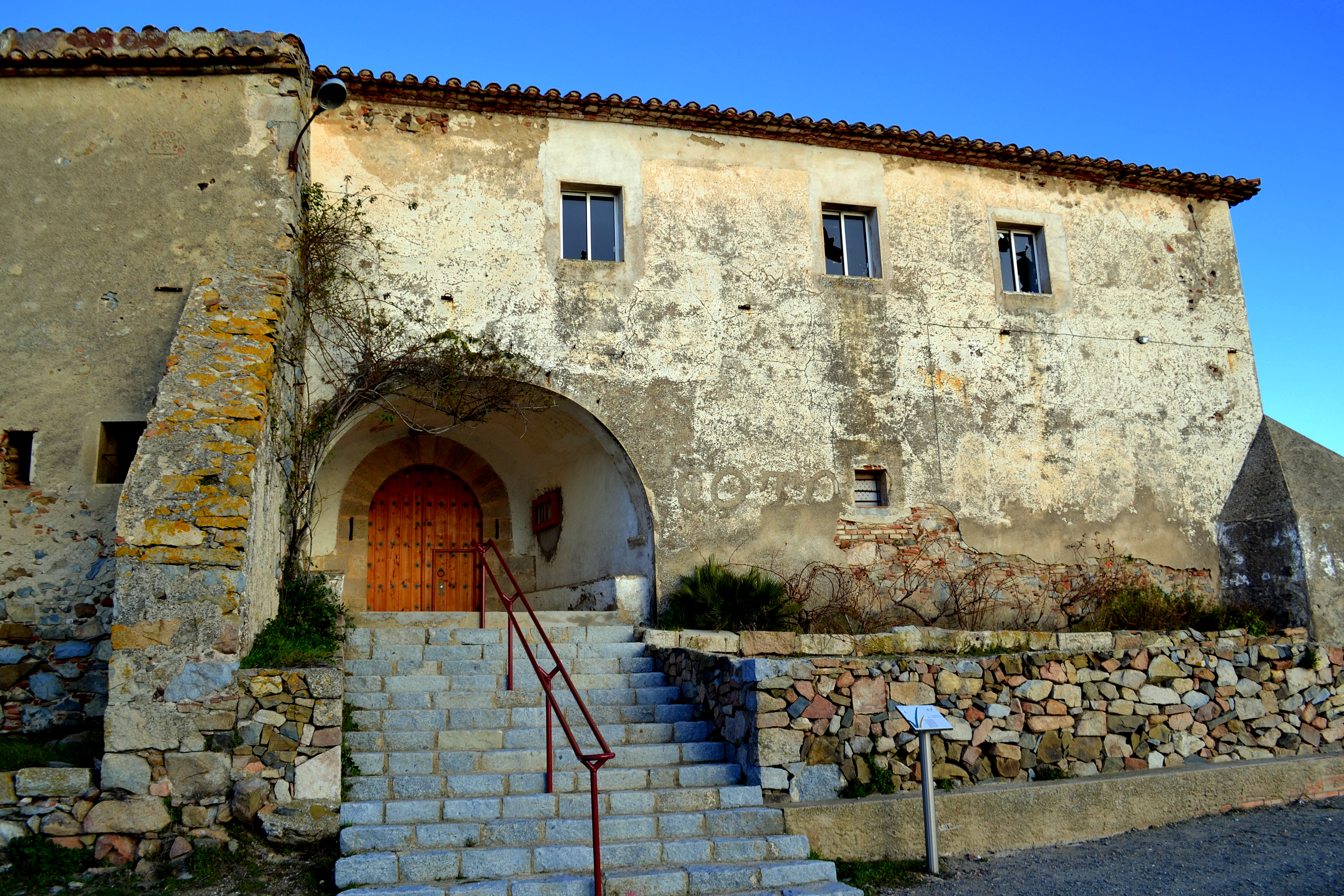
Ermita de Puigcerver

El origen de la población fue una antigua masía o alquería árabe que explotaba unas antiguas minas de plata. Los primeros documentos escritos sobre Alforja son de 1152 donde aparece citada en un pergamino de Ramón Berenguer IV. Al término se han encontrado flechas de cocer y sepulcros Neolíticos, en el camino de las Huertas, y restos de un antiguo poblado romano a las *Barqueres. Una fortificación romana fue probablemente el origen del futuro castillo.
El año 1154, la villa y la iglesia de Alforja salen mencionadas en la bula que el papa Anastasio IV dirige al arzobispo tarraconense Bernat de Tort.
Según referencias, puesto que no se conserva el documento original, Ramón Berenguer IV dio el lugar a Ramon de Ganagot, exceptuando el diezmo y la primicia de la villa, que se repartían entre la casa condal y el arzobispo tarraconense. La carta poblacional es del 27 de junio de 1158 y la otorgaron el conde y el obispo Bernat Tort. Ramon de Ganagot (o Gavagou o Gavalgald) fue un compañero de primera hora de Robert de Aguiló, príncipe de Tarragona. La villa tenía que asegurar el dominio de las sierras de Prades y Ciurana, apenas recuperadas a los sarracenos. Formaría parte del término de Prades pero con reserva por el obispo de los diezmos y primicias descontando la parte real. La villa se decía Santa Maria del Valle de Alforja (pero antes ya existía la iglesia y algún asentamiento) y la tendrían Ramon de Ganagot y sus herederos en alodio perpetuo.

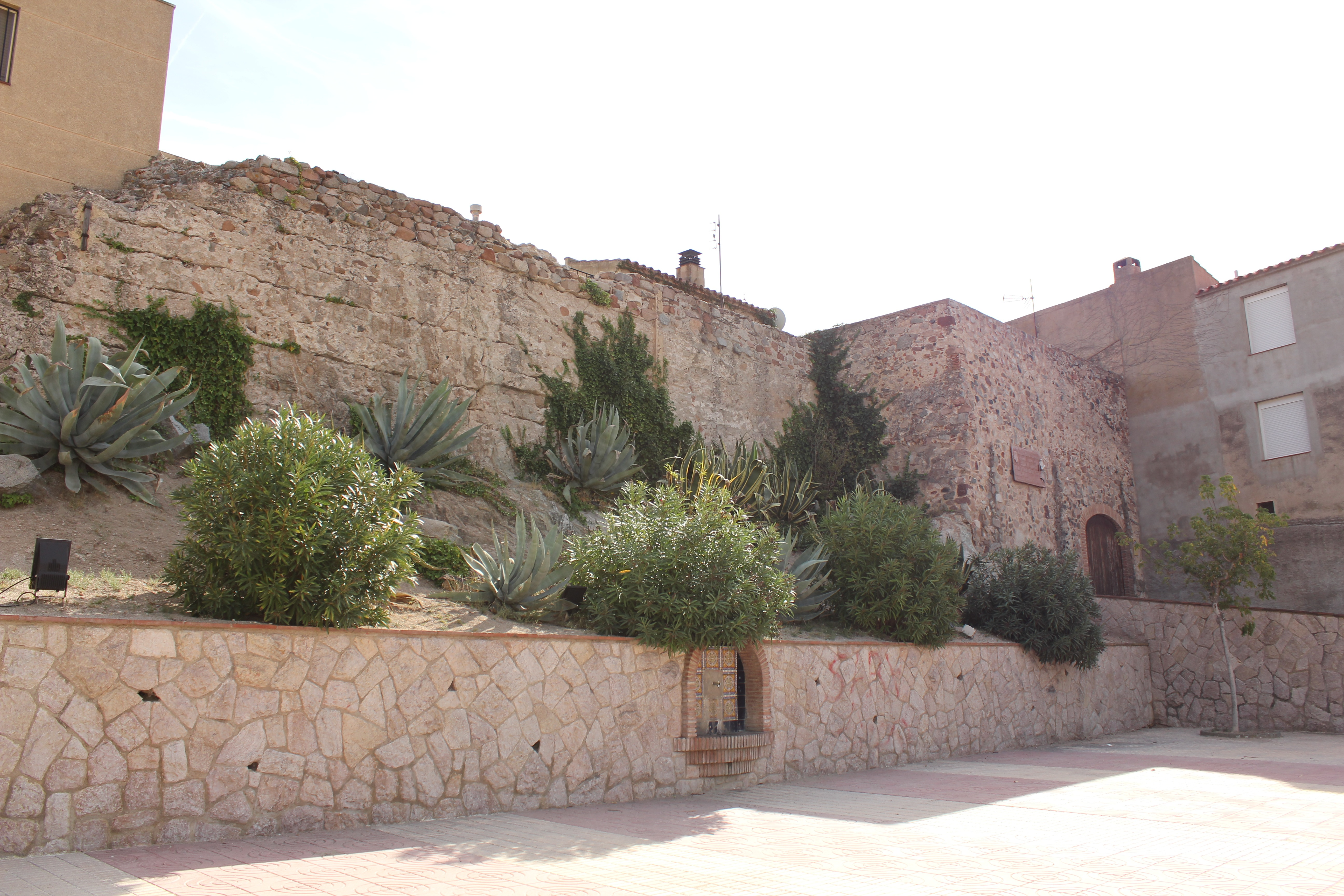
Restos del antiguo castillo fortaleza medieval

En el 1170 Ramon de Ganagot otorgó una carta a los habitantes con la confirmación de sus posesiones y dándolos los usos y costumbres de Ciurana de Tarragona establecidos el 1153. El 1173 el arzobispo Guillemos de Torroja, para arreciar los derechos eclesiásticos, otorgó una nueva carta a los Ganagot, pero se reservó los derechos eclesiásticos, el castillo de Alforja y una propiedad dominial. El 1194 Ramon cedió a su hija Romeva la mitad del término, con motivo de su enlace con Bertran de Castellet, la cual enviudó pronto. Romeva se casó el 1200 con Bernat de Arcs, uniéndose las dos señorías (Alforja y els Arcs), que pasaron al hijo común Pere de Arcs; este no reconoció la fidelidad debida al arzobispo, hizo varias actas de guerra y pillaje en la región y dilapidó su patrimonio. Murió el 1243.
El gobierno señorial se extinguió a la muerte de Pere de los Arcs, que dejó sus señoríos a la abadesa, probablemente hija suya y a la comunidad del monasterio de Bonrepòs, el cual un año después, el 1244, decide vender el señorío al arzobispo Pere de Albalat, que desde entonces se convierte en señor de la llamada baronía de Alforja, y el castillo se convirtió a menudo en residencia de los arzobispos. En sus orígenes el término de Alforja llegaba hasta el límite con Cambrils, y lo integraban Alforja, Las Borjas, Riudecols, Irles, los Baños, los Diumenges o Domenys, Cortiella, Viñols, Archs, las Benes, las Voltes y Tascals). Pere de Albalat también adquirió los derechos reales del término a cambio de la condonación de una deuda.
En los siglos XIII y XIV, hubo a Alforja una activa comunidad judía (documentada entre 1283 y 1393) y en 1393, el pueblo tuvo que comprar el perdón real a Joan I por los excesos contra los judíos, que se produjeron en los pogroms de 1391. A lo largo de los siglos XIII y XIV, parece que conoció bastante prosperidad económica. El 1314 Alforja fue asaltado por hombres de la baronía de Entenza que pensaban que había encarcelado un hombre de la aldea de Samuntá, y los asaltantes, rechazados, se dedicaron a asolar el término, y fueron excomulgados por el arzobispo Guillemos de Rocabertí. 
Alforja fue miembro de la Comuna del Campo de Tarragona, al menos desde 1322.
El año 1464, a las órdenes de Pere Conangles, se pronunció contra el Rey Joan II, motivo por el cual fue asediada por la gente de la baronía de Escornalbou y se tuviera que rendir por carencia de provisiones.
Durante la guerra de los Segadores, participa de una manera muy activa en la lucha, junto con todos los pueblos de la Comuna del Camp.
También durante la guerra de sucesión de España, contra Felip V, como el resto de lugares del campo, se puso junto al archiduque Carles y aportó soldados a la lucha.
La guerra de Independencia o del Francés provocó una fuerte crisis económica, y el pueblo fue obligado varias veces a suministrar alimentos a las tropas. El año 1810, una partida de gente del pueblo atacaron los franceses en las Borges, pero cayeron en una trampa y se produjeron varias muertes. 
Durante el Trienio liberal, en las luchas entre liberales y absolutistas, Alforja se declaró a favor de los absolutistas y se produjeron a menudo enfrentamientos entre los dos bandos. Tres mil absolutistas se reunieron en el pueblo pero con tan sólo 18 soldados y 25 milicianos de Reus fueron derrotados al cogerlos por sorpresa en septiembre del 1822. Fue también durante la Guerra de los Agraviados (1827) la capital de los insurgentes del Campo de Tarragona, bajo el mando de Joan Rafí Vidal, que instaló su junta corregimental hasta poder entrar a Reus. El 1834 fue ejecutado en Alforja la cabecilla carlista conocido como el Vicario de Alforja. En el mes de enero de 1837, el militar liberal Iriarte derrotó los carlistas entre Las Borjas y Alforja, hizo 50 prisioneros, de los cuales fusiló al acto 39. El 1840 grupos carlistas mataron a 29 voluntarios isabelinos del pueblo en Las Borjas. A las elecciones del 1869 ganaron los monárquicos y el 1872, en Alforja, Josep Antoni Mestre fue uno de los primeros a levantarse por los carlistas del sur de Cataluña. El 1874 el cura de Flix, con 150 carlistas, asedió a las fuerzas liberales en el pueblo; los asediados resistieron en la iglesia hasta la llegada de las tropas liberales al mando de Moore, con 1000 hombres, y entonces se tuvieron que rendir; recibieron palabra de salvar la vida, pero cuando salieron fueron fusilados.
Entre 1836 y 1851 floreció una secta de iluminados dirigida por el labrador Miquel Ribas. En el 1842 llegó a su máxima población con 2231 habitantes. A finales del siglo ya sólo eran 956.

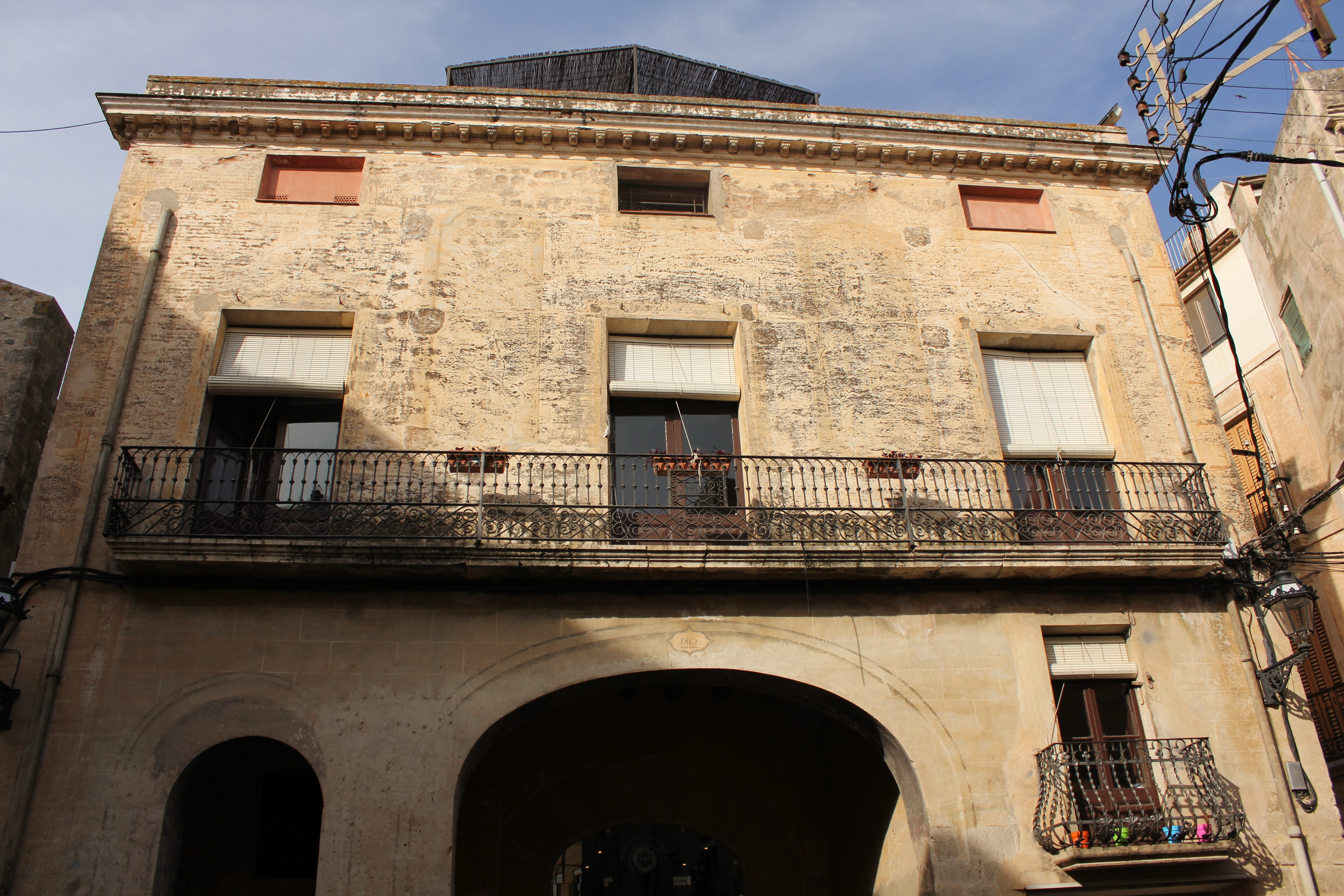
Casa "CAl Boto"

## Símbolos
El escudo de Alforja se define por el siguiente blasón:
«Escudo losanjado: de azur, un castillo de argén cerrado de gules sobremontado de una estrella de 6 puntas de argén. Por timbre una corona mural de villa». Fue aprobado el 1 de junio de 1983.

## Geografía humana

### Demografía
Cuenta con una población de 2019 habitantes (INE 2024).
| Gráfica de evolución demográfica de Alforja entre 1842 y 2021                                                         |
| |
| Población de derecho según los censos de población del INE. Población de hecho según los censos de población del INE. |

| 1497 | 1515 | 1553 | 1717 | 1787 | 1857 | 1877 | 1887 | 1900 |
| ---- | ---- | ---- | ---- | ---- | ---- | ---- | ---- | ---- |
| 70   | 88   | 93   | 817  | 2074 | 1998 | 1891 | 2067 | 1909 |

| 1910 | 1920 | 1930 | 1940 | 1950 | 1960 | 1970 | 1981 | 1990 |
| ---- | ---- | ---- | ---- | ---- | ---- | ---- | ---- | ---- |
| 1765 | 1808 | 1767 | 1552 | 1323 | 1353 | 1304 | 1128 | 1091 |

| 1992 | 1994 | 1996 | 1998 | 2000 | 2002 | 2004 | 2006 | — |
| ---- | ---- | ---- | ---- | ---- | ---- | ---- | ---- | - |
| 1097 | 1151 | 1179 | 1179 | 1269 | 1303 | 1446 | 1584 | — |

### Economía
En su origen, la agricultura marcó la vida económica de la zona. Los cultivos principales son los de secano, destacando el de los avellanos. Actualmente pequeñas industrias locales y su proximidad en centros urbanos de mayor relevancia económica e industrial hacen que la agricultura no sea ya la base económica de Alforja.

## Cultura

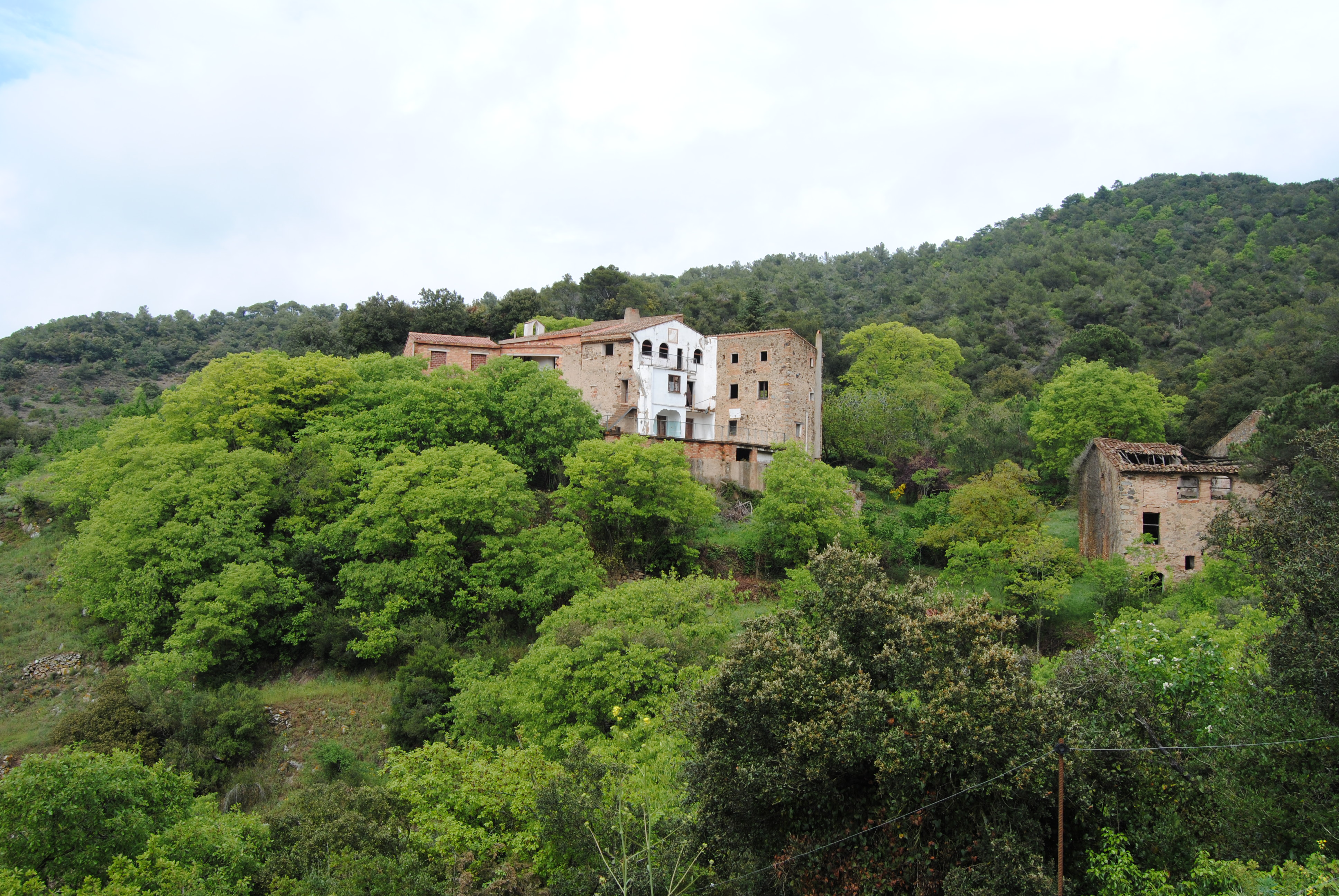
Mas de Mestre

El núcleo urbano se desarrolló alrededor de la iglesia parroquial dedicada a San Miguel. Es un edificio del siglo XVII. La torre del campanario es de estilo neoclásico y fue construida con posterioridad. En el interior de la iglesia se encontraba un retablo de San Miguel que actualmente se conserva en el Museo de Reus.
Quedan muy pocos restos del que fue el antiguo castillo de Alforja; tan solo partes de sus murallas. Estaba situado sobre una pequeña colina desde la que dominaba la ciudad.
Alforja celebra su fiesta mayor el 29 de septiembre, coincidiendo con la festividad de San Miguel. En julio tienen lugar diversas actividades populares como un aplec de sardanas o una fiesta castellera.

### El santuario de Puigcerver
La ermita es un edificio religioso del término municipal de Alforja. Edificado no muy lejano del monte Puigcerver (de 835 metros de altitud), se encuentra al lado del límite del término con el término de Riudecols. Debido a su emplazamiento siempre ha habido una cierta rivalidad entre Riudecols y Alforja sobre su posesión.
Descripción:

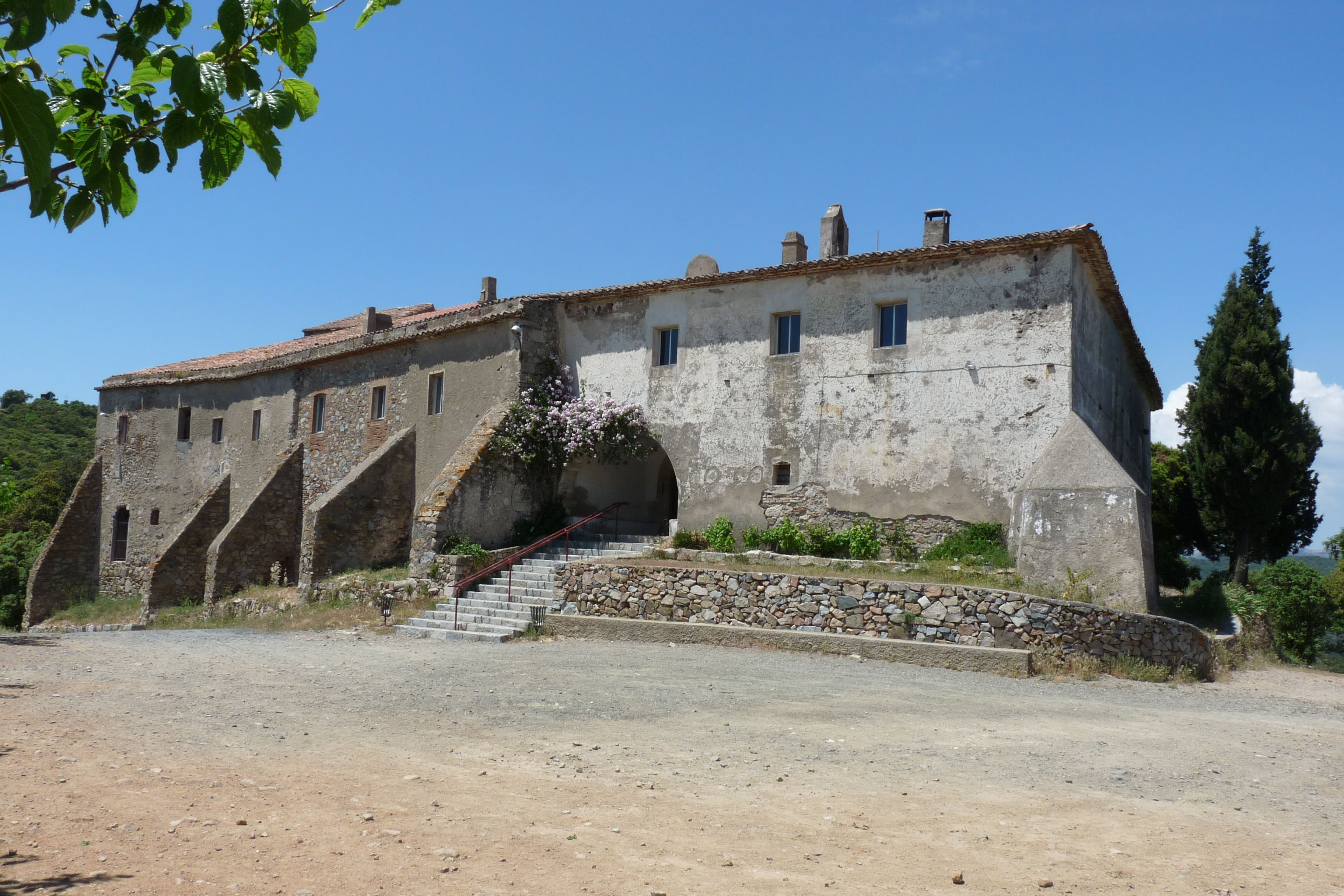
Vista de la ermita de Puigcerver

Está integrado por un conjunto de edificaciones, que se han construido a lo largo de los siglos. El santuario propiamente dicho es una nave larga y estrecha, de siete tramos y cabecera, con la cámara restaurada. En el patio interior hay un curioso pozo cubierto, con el techo con un capitel decorado con cerámica, y la rueda para sacar normalmente el cubo, es lo más interesante del conjunto. La tradición hacía que, durante siglos, en la noche de San Juan se encendieron en este lugar hogueras gigantescas, que podrían tener origen en un culto ibérico. El siglo XX esta costumbre se perdió. El día de la Virgen María de Puigcerver se celebra el 5 de agosto. A pesar de que el primer domingo del mes de agosto, se celebran unas caminatas de madrugada para subir a la ermita desde Riudecols y también desde Alforja. Se sale hacia las 6 de la madrugada y se llega a la ermita a través del camino de Riudecols o también por el camino de Alforja si se sube desde Alforja. Allí, los fieles hacen un almuerzo de hermandad antes de ir a misa y darle un beso a la Virgen María.
Historia

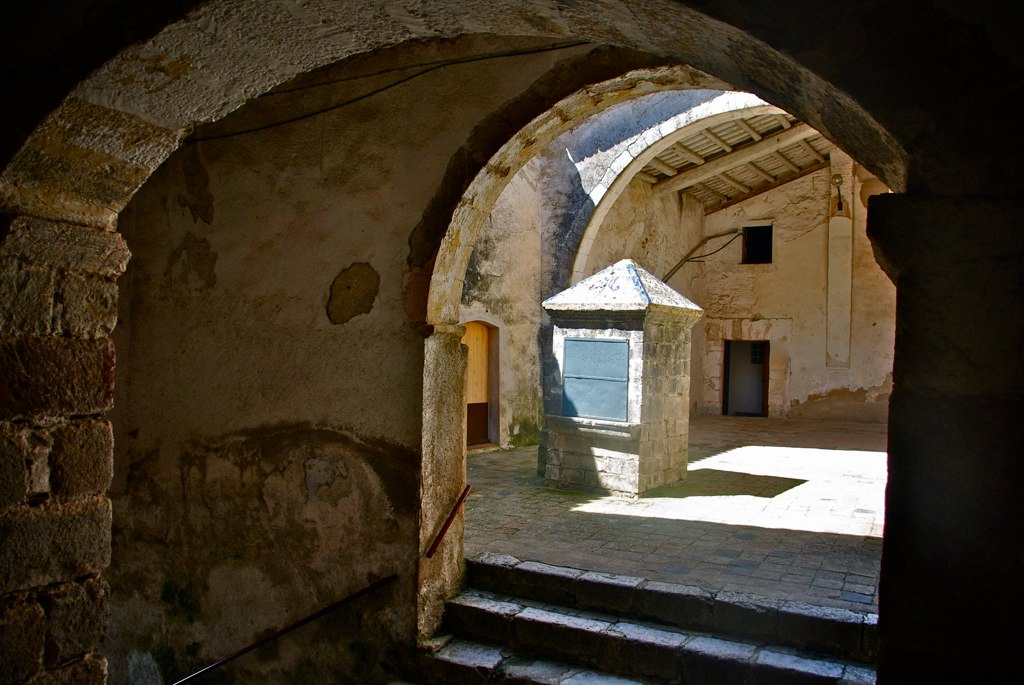
Patio de la ermita de Puigcerver

Está documentado ya desde el siglo XII, época de la cual parece que no quedan restos visibles. Fue levantado por Pere dels Arcs, senyor de Vinyols i els Arcs i de Alforja, en cumplimiento del testamento de sus padres Ramon y Romeva de Ganagot, señora de Alforja (datados el 1227 y el 1233) que le imponían esta construcción. La capilla estaba levantada en 1243 cuando Pere murió. Se agrandó en el siglo XVII y las obras se acabaron el 1620. Destruido parcialmente a la primera guerra carlista, fue reconstruido el 1858 y el 1863, pero otra vez fue dañado por las luchas entre liberales y carlistas en la guerra de 1872-1875, siendo reconstruido nuevamente en el 1882. La imagen antigua, que la leyenda dice que fue encontrada por un pastor, fue destruida por revolucionarios durante el verano del 1936 al estallar la guerra civil.
La cámara de la Virgen María fue restaurado el 1953. El pozo del patio tiene inscrito la fecha 1920.